# ヘルマン・ヘラー
ヘルマン・ヘラー（ドイツ語: Hermann Heller、1891年7月17日 - 1933年11月5日）は、ドイツの国法学者。
キール大学、ライプツィヒ大学、ベルリン大学で教える。1930年の著作である「法治国家か独裁か」（Rechtsstaat oder Diktatur?）において社会的法治国家（ドイツ語: sozialer Rechtsstaat）の概念を提唱したことが知られている。社会的法治国家の概念は、第二次世界大戦後、ドイツにおける憲法思想に引き継がれて、1949年ボン基本法に表れている。

## 生涯
ヘルマン・ヘラーは、ギムナジウムの6年生までテッシェンのK.K.アルブレヒトギムナジウムで学生時代を過ごした。1908年、ヘラーは、フリーデックの皇太子ルドルフギムナジウムへと移った。1910年、そのギムナジウムで、ヘラーは、大学入学資格試験を受験した。
大学入学資格試験の合格の後、ヘラーは、キール大学（1912年から1913年にかけての冬学期）、ウィーン大学（1913年の夏学期）、インスブルック大学とグラーツ大学（1913年から1914年にかけての冬学期）で法学と国家学を専攻した。ヘラーは、オーストリア帝国軍の砲兵連隊で志願兵として第一次世界大戦に関与した。その際に、ヘラーは、1915年に前線で心臓病を患った。ヘラーは、軍隊の休暇の間にグラーツ大学で博士号の審査を受けた。その後、ヘラーは、軍法会議法務官試補として、戦争の終結まで各地の野戦軍法会議において兵役を続けた。
第一次世界大戦の終結後、ヘラーは、ライプツィヒで教授資格論文の執筆を始め、1919年にキールにおいて完成させた。ヘラーは、ワイマール共和国の支持者であって、1920年にドイツ社会民主党（SPD）に加入した。同年3月13日に勃発したカップ一揆の間、ヘラーは、同じ法学者のグスタフ・ラートブルフとともに当事者間を仲裁することを試みた。そして、ヘラーは、ラートブルフとともに軍によって一時拘留された。1920年3月10日、ヘラーは、法哲学、国家学、そして国法の講義資格（ラテン語: venia legend）とともに教授資格を得た。同じくキールにおいては、ヘラーは、バレリーナであるゲルトルート・ファルケと交際の末に1920年12月24日に結婚した。1921年、ヘラーは、まず再びライプツィヒへと移って、そこで法学部の任期付教授となった。その後、1922年3月から1924年の初めまで、ヘラーは、ライプツィヒ市で新設された民衆教育局長に就いて指揮を執った。けれども、その間も学問への道は捨て切れず、1920年の冬学期に再びライプツィヒ大学の教授資格を得て、国家学の私講師も勤めた。1926年にヘラーは、再びライプツィヒを離れ、そしてベルリンのカイザーヴィルヘルム国際公法・比較公法研究所（現・マックス・プランク研究所）で担当官として働いた。同時に、夜間のドイツ政治大学で教えた。それから、1927年に刊行した『主権論』を高く評価されて、ヘラーは、1928年、フリードリヒ・ヴィルヘルム大学の公法の助教授に任命された。
1928年初めに、ヘラーは、作家であるエリザベス・ランゲッサーと短い関係を持った。この関係から、1929年1月1日に娘のコルデリアが誕生した。
1932年、ヘラーは、フランクフルト大学の公法の正教授に任命された。が、この時は、もはやナチスが1930年9月の国政選挙で大躍進した後のことであり、ファシズムに批判的な主張を展開していたヘラーの任命に対し、その大学の学部は、すでに就任前からかなり反対をしていた。ナチスが政権を掌握した1933年1月、ヘラーは、ロンドン大学とオックスフォード大学からの講演依頼で赴いていたイギリスでその報せに接し、その後は滞在先のロンドンからもはやドイツへ帰国せず、さらにマドリード大学の教授として招聘するというスペイン共和国の文科大臣の申し出を受けることによって、結局、ヘラーは亡命することとなり、ナチスの迫害から逃れた。なお、その年の9月11日、ユダヤ人でもあるヘラーは、職業官吏再建法に基づいてドイツの公職から罷免された。マドリードでは、オルテガ・イ・ガセットと知り合い、ロンドンで親しかったハロルド・ラスキとも交流が続いていた。
その年の11月5日、ヘラーは、亡命先のマドリードにおいて第一次世界大戦で患っていた心臓病で亡くなった。

## 影響
ヘラーは、自身の専門分野において無条件にワイマール共和国の民主政原理のために力を尽くす数少ない代表的人物に属していた。カール・シュミットが、ヘラーとは正反対の人物とみなされている。ヘラーとシュミットの論争は、1928年から始まった最初は相互に賞賛を述べあっていた手紙のやり取りの後、非常に激しくなり、1932年の「プロイセン対ライヒ」裁判で頂点に達した。その裁判の際に、ヘラーは、ラント議会のSPD議員団の代理を務め、シュミットは、ライヒの代理人の一人であった。
ヘラーは、1922年のドイツ国法学者協会の43人の創立会員の一人であり、および国家的な考え方を持った社会民主主義のために尽力したホーフガイスマール派の青年社会主義者の集団の構成員であった。
ヘラーの主著とみなされているのは、熱に浮かされたように自らの短い生涯を終えるまで書いていた『国家学』である。それにもかかわらず、ヘラーは、『国家学』の原稿を完成させることができなかった。ヘラーの死後、ゲアハルト・ニーマイヤーが、印刷できるように存在する資料に基づいてできる限り、その原稿を収集した。そうして1934年に、オランダの出版者アルベルトゥス・ヴィレム・セイトーフの出版社（オランダ語: A.W. Sijthoff's Uitgeversmaatschappij）によってライデンにおいて、出版された。実証主義からも観念論からも関係を絶ったヘラーの『国家学』は、第二次世界大戦後のドイツにおける政治学の確立のための重要な著作とみなされている。エルンスト・フレンケルとヴォルフガング・アーベントロートが、最初の受容者に数え入れられている。ヘラーは、今日時折、「ドイツにおける政治学の父」とも呼ばれている。

## 邦訳著作
- 須山賢一訳『現代政治思潮』（中外文化協會、1928年）
- 安世舟訳『国家学』（未來社、1971年）
- 安世舟訳『ドイツ現代政治思想史』（御茶の水書房、1981年／新装版 1989年）
- 今井弘道＝大野達司＝山崎充彦編訳『国家学の危機──議会制か独裁か』（風行社、1991年）
- 大野達司＝住吉雅美＝山崎充彦訳『主権論』（風行社、1999年）
- 大野達司＝細井保訳『ナショナリズムとヨーロッパ』（風行社、2004年）
- 大野達司＝山崎充彦訳『ヴァイマル憲法における自由と形式──公法・政治論集』（風行社、2007年）
- 永井健晴訳『ヘーゲルと国民的権力国家思想』（風行社、2013年）

### 共著
- 宮本盛太郎＝西村稔訳『ヴァイマル民主主義の崩壊』（木鐸社、1980年） - 「法治国家か独裁か」を所収。